# Čazma
Čazma er en by i Bjelovar-Bilogora distrikt i Kroatien. Den er en del af Moslavina. 
Byen Čazma har 6.930 (2021) indbyggere. Čazma kommune har et areal på 239,9 km², hvoraf byen udgør 8,5 km².

## Geografi
Čazma ligger 60 kilometer øst for Zagreb og 30 kilometer fra hovedbyen i regionen Bjelovar. Čazma ligger på skråningerne af den lille bjergkæde Moslavačka gora, omgivet af frugtbart landbrugsland. Floden Česma løber øst for Čazma, og den mindre flod Glogovnica løber også ind i den i nærheden.

## Historie
Byen Čazma er en af de ældste byer i Republikken Kroatien. Den blev nævnt i 1094, da den ungarske konge Ladislav gav Čazma som en besiddelse til biskoppen af Zagreb. Året, der nævnes som året for Čazmas grundlæggelse, er 1226, hvor biskop Stjepan II Babonić etablerede et sogn, byggede et dominikanerkloster og den hellige Maria Magdalenes kirke, som gav sognet sin nutidige navn. Kirken er det eneste bevarede monument af byens tidligste otte hundrede års historie. Det er et unikt eksempel på romansk arkitektur i det nordlige Kroatien, og eksperter sidestiller dens kulturværdi med Zagreb-katedralen. Det smukke kirkeorgel er lavet i 1767.
Den kroatiske digter Janus Pannonius (latin: Ioannes Pannonius, kroatisk: Ivan Česmički, (29. august 1434 – 27. marts 1472) blev født her, som var en kroatisk-ungarsk latinist, digter, diplomat og biskop af Pécs. Han var en af renæssancens mest betydningsfulde digtere i kongeriget Ungarn og en af de mere kendte personer inden for humanistisk poesi i Europa.
Byen blev besat af de osmanniske tyrkere i 1552, som etablerede en sandjak der. Byen forblev under osmannisk styre i 54 år, indtil 1606 da den blev befriet af kroatiske Ban (vicekonge) Toma Bakač Erdedi og hans hær.
I slutningen af det 19. og begyndelsen af det 20. århundrede var Čazma en distriktshovedstad i Bjelovar-Križevci-distriktet i Kongeriget Kroatien-Slavonien.